# Verlagsgruppe Herder

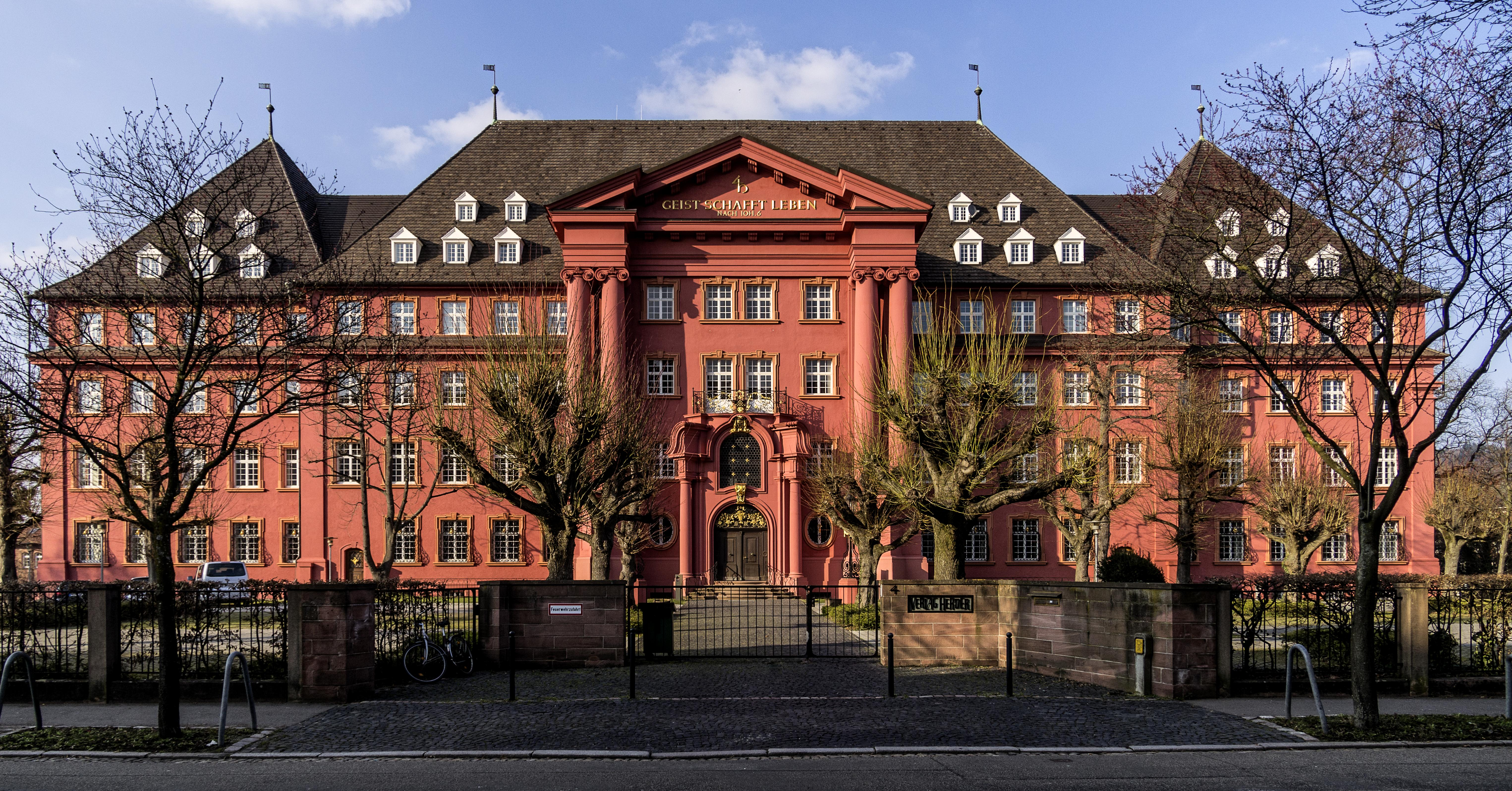
Stammhaus in Freiburg

Die Verlagsgruppe Herder ist ein Zusammenschluss mehrerer Stiftungen und rechtlich verbundener Unternehmen der Verlagsbranche unter dem Dach der Herder GmbH & Co. KG. Neben dem Hauptsitz in Freiburg im Breisgau (Deutschland) ist die Gruppe auch in Stuttgart und Basel (Schweiz) vertreten. Sie wird bereits in der sechsten Generation seit Bartholomä Herder von der Familie Herder geführt. Im Jahr 2001 feierte das Verlagshaus Herder sein 200-jähriges Bestehen.

## Verlage der Gruppe
Das größte Unternehmen der Gruppe ist der christlich geprägte Verlag Herder mit dem Kinderbuch-Imprint Verlag Kerle in Freiburg, seit 2012 auch in München. Weitere Verlage der Gruppe sind der Stuttgarter Verlag Kreuz mit dem Urania Verlag (ehemals Verlagsgruppe Dornier) und der Freiburger Philosophieverlag Karl Alber mit dem Frankfurter Verlag Joseph Knecht. Der Erftstadter Verlag Hohe, der sich auf den Bereich des modernen Antiquariats spezialisierte, gehörte ebenfalls kurzzeitig zur Gruppe, stellte jedoch 2008 seine operativen Tätigkeiten ein.

## Weitere Unternehmen der Gruppe
Des Weiteren gehört zur Verlagsgruppe Herder die Auslieferungsunternehmen Freiburger Verlagsdienste (abgk.: FVD).
Im Juli 2016 wurde bekannt, dass Herder die Mehrheit an der Thalia Buchhandelsgruppe übernimmt.

## Geschichte der Verlagsgruppe

### Die erste Verlegergeneration
1798 eröffnet Bartholomä Herder in Rottweil eine Schulbuchhandlung und eine Druckerei. Nur drei Jahre später wird er zum bischöflichen Hofbuchhändler ernannt und gründet in Meersburg am Bodensee den Verlag als Herdersche Verlagsbuchhandlung, der schon 1808 in die Universitätsstadt Freiburg verlegt wird. Nach schweren finanziellen Nöten in den 1830er Jahren stirbt Bartholomä Herder.

### Die zweite Verlegergeneration
Seine Söhne Karl Raphael und Benjamin Herder führen den Verlag Herder in Freiburg weiter. 1849 wird trotz der wirtschaftlich schlechten Lage durch die Badische Revolution die Buchhandlung Herder (damals noch Literarische Anstalt) gegründet und 1853 erscheint Herders Conversations-Lexikon. Kurz darauf scheidet Karl Raphael Herder aus der Verlagsleitung aus, um das Jodbad in Bad Tölz zum Erfolg zu führen. Benjamin Herder muss sich jedoch eingestehen, dass theologische Fachbücher und seine Expansionsversuche (so wie die seines Vaters) nach Sigmaringen, Paris und Karlsruhe noch nicht von langfristigem Erfolg gekrönt sind. Dennoch gründet er zwischen 1873 und 1886 Buchhandlungen in München und Karlsruhe, die B. Herder Book Co. in St. Louis, Missouri, USA und am 1. Mai 1886 die B. Herders Verlag - Buch- und Kunsthandlung in der Wiener Wollzeile (nahe dem Stubenring) als Verlag und Buchhandlung. Kurz nach der Ernennung Benjamin Herders zum Tipografo Editore Pontificio durch Papst Leo XIII. im Jahre 1888 sterben er und seine Frau.

### Die dritte Verlegergeneration

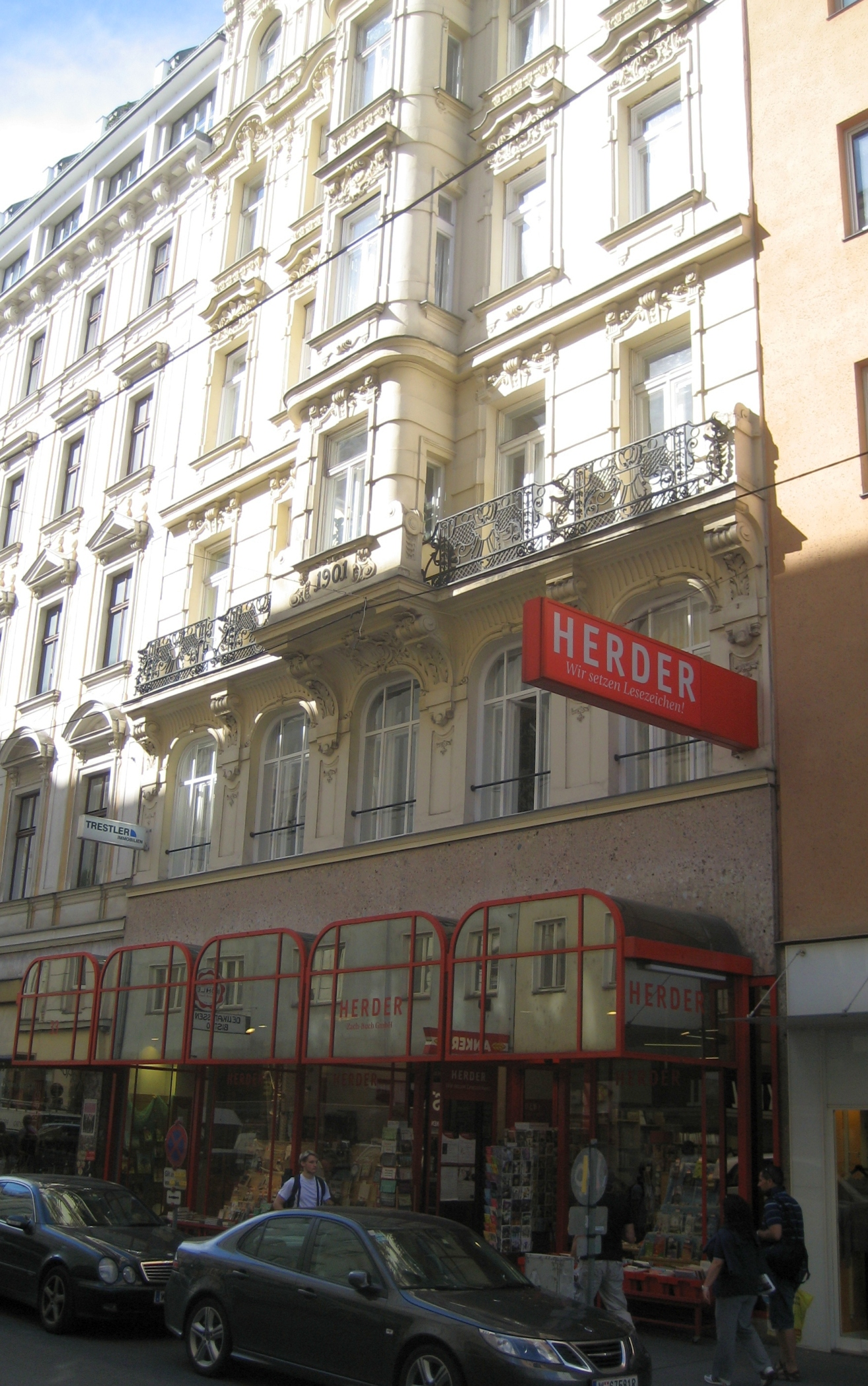
Neubau des Herder-Standorts in Wien (errichtet 1902)

Sein äußerst reisefreudiger Sohn Hermann Herder sen. übernimmt nun 1888 die Leitung der Verlagshandlung Herder, die mittlerweile 180 Mitarbeiter beschäftigt. Er führt die Geschäfte und Expansionen so erfolgreich, dass 13 Jahre später 468 Angestellte für die Herder-Unternehmen arbeiten. Im Jahr 1902 errichtet Hermann Herder am Wiener Standort einen Neubau im Stil der Gründerzeit. 1906 wird er Vorstand in der von ihm mitgegründeten Vereinigung der katholischen Buchhändler. 1912 findet die Eröffnung des neuen Verlags- und Druckereigebäudes statt, das von den Freiburgern einfach „Rotes Haus“ genannt wird und auch heute noch den Stadtteil Neuburg prägt. Als Hermann Herder bei Ausbruch des Ersten Weltkriegs als Hauptmann nach Sigmaringen geht, überträgt er Philipp Dorneich die Verlagsleitung. Herders Tochter Elisabeth und Dorneichs Sohn Theophil heiraten im Jahre 1925, in dem auch die Librería Herder in Rom eröffnet wird. 1934 wird die Rhein-Mainische Volkszeitung durch die Nationalsozialisten enteignet und ihr Verleger Josef Knecht (1897–1980) wird Geschäftsführer im Verlag Herder. Einige seiner Firmen gehören auch heute noch zum Geschäftsverbund der Herder-Gruppe. 1935 werden von Herder der Christophorus-Verlag und die Firma OA Shobo in Tokio gegründet.

### Die vierte Verlegergeneration
Wenige Jahre später stirbt Hermann Herder sen. und sein Enkel Theophil Herder-Dorneich (1898–1987) übernimmt 1937 die Leitung des Verlags, dessen Arbeit zunehmend durch die Nationalsozialisten behindert wird. 1939 werden der Verlag Karl Alber übernommen und eine Herder-Niederlassung in Manila auf den Philippinen gegründet. 1943 wird in Barcelona in Spanien die Firma Editorial Herder mit einem Teil des spanisch-lateinischen Zweigs des Verlags eröffnet. Am 27. November 1944 wird das Freiburger Verlagshaus durch den Bombenangriff im Rahmen der britischen Operation Tigerfish zerstört. Unter den Opfern sind 11 Herder-Angestellte zu beklagen. Als Major Theophil Herder-Dorneich 1945 aus dem Krieg zurückkommt, ist Freiburg unter französischer Besatzung. Von den Mitarbeitern sind im Krieg 45 gefallen und 11 vermisst. Ein Jahr später erscheint die Monatszeitschrift Herder Korrespondenz zum ersten Mal. In den folgenden Jahren erweist sich Hermann Herder-Dorneich als ebenso reiselustig wie sein Großvater und treibt die Internationalisierung der Herder-Gruppe weiter voran.

### Die fünfte Verlegergeneration
1960 heiratet Theophils Sohn Hermann Alphons Hortens Tochter Mechtild. Zum 65. Geburtstag seines Vaters bekommt er die Geschäftsleitung des Verlags übertragen. Sein Bruder, der Sozialökonom Philipp Herder-Dorneich, ist von 1963 an ebenfalls Geschäftsleiter, bis er 1973 einen Ruf an die Universität zu Köln erhält. Bis zu seinem Tod im Jahre 1987 bleibt Theophil Herder-Dorneich Seniorchef des Verlags. Die Verlagsgruppe wird in dieser Zeit sukzessive erweitert, wobei in den 1970er Jahren auch der Verlag A.G. Ploetz und der Verlag F.H. Kerle gekauft werden. 1984 öffnet die Buchhandlung Carolus in Frankfurt zum ersten Mal ihre Türen. 1989 fällt unter Hermann Herder die Entscheidung zur Umstrukturierung und Modernisierung der Verlagsgruppe: Die Verlagsauslieferung wird bald vom externen Dienstleister Koch, Neff und Oetinger betrieben, die zu groß gewordene Druckerei nach Freiburg-Hochdorf umgesiedelt und der gesamte Nordtrakt des Roten Hauses an das Land Baden-Württemberg verkauft, das dort seither die forstwissenschaftliche Fakultät der Universität Freiburg unterbringt. Die darauf folgenden, beträchtlichen Investitionen führen nach gerichtlichen Auseinandersetzungen 1997 zum Austritt aller Geschwister Hermann Herders aus der Verlagsgruppe, die zudem wirtschaftlich schwere Zeiten durchmacht: Kostenreduzierung, Stellenabbau und Rückzug der Gruppe aus dem Buchhandlungsgeschäft prägen. So gehört beispielsweise auch die Buchhandlung Herder in der Freiburger Innenstadt seit den 1990er Jahren zur Thalia-Buchhandelskette. Die Rationalisierungsmaßnahmen treffen auch das Filialhaus in Wien, sodass im Jahr 1997 die Wiener Verlagsproduktion in das Freiburger Stammhaus abgezogen wird.

### Die sechste Verlegergeneration
Im Jahr 2000 trennt Hermann Herder die Gruppe und teilt die Leitung auf seine drei Kinder auf: Manuel Herder (* 1966) übernimmt die Leitung in Freiburg, Gwendolin Herder die in New York City und Raimund Herder die Leitung des Bereichs Barcelona. 2001 feiert der Verlag Herder sein 200-jähriges Jubiläum.
Am 1. April 2004 wird der 1886 gegründete Wiener Standort, seit 1997 nurmehr Buchhandlung, vom bisherigen Geschäftsführer Gerhard Zach übernommen und wird seit 23. Juni 2004 als Zach-Buch GmbH, unter Voranstellung von Buchhandlung Herder und in einem Kooperationsabkommen mit dem ehemaligen Stammhaus, weitergeführt. Zum Oktober 2006 übernimmt das Verlagshaus die Verlagsgruppe Dornier (Stuttgart) mit den Verlagen Kreuz, Lüchow, Theseus und Urania. Mit Wirkung zum 1. Januar 2009 verkauft der Verlag Kreuz die Verlage Theseus und Lüchow an die Verlagsgruppe J. Kamphausen in Bielefeld sowie dem Bastelverlag Christophorus an den OZ Verlag. Im Jahr 2012 verlagert Herder die Label Herder-Kinderbuch und KeRLE an einen neuen Standort nach München. Im Oktober 2013 kündigt Herder an, die Programmteile des allgemeinen Sachbuchs ebenfalls nach München zu verlegen.
Die Freiburger Graphische Betriebe (abgekürzt: FGB), deren Hauptgesellschafter noch im Jahr 2012 der Verleger Manuel Herder war und die insofern oft zur Herder-Gruppe gezählt wurden, wurden zum Juni 2014 an das belgische Druckunternehmen Proost Industries verkauft. Im Frühjahr 2015 wurde ein Insolvenzantrag gestellt, in dessen Folge die Firma abgewickelt wurde.

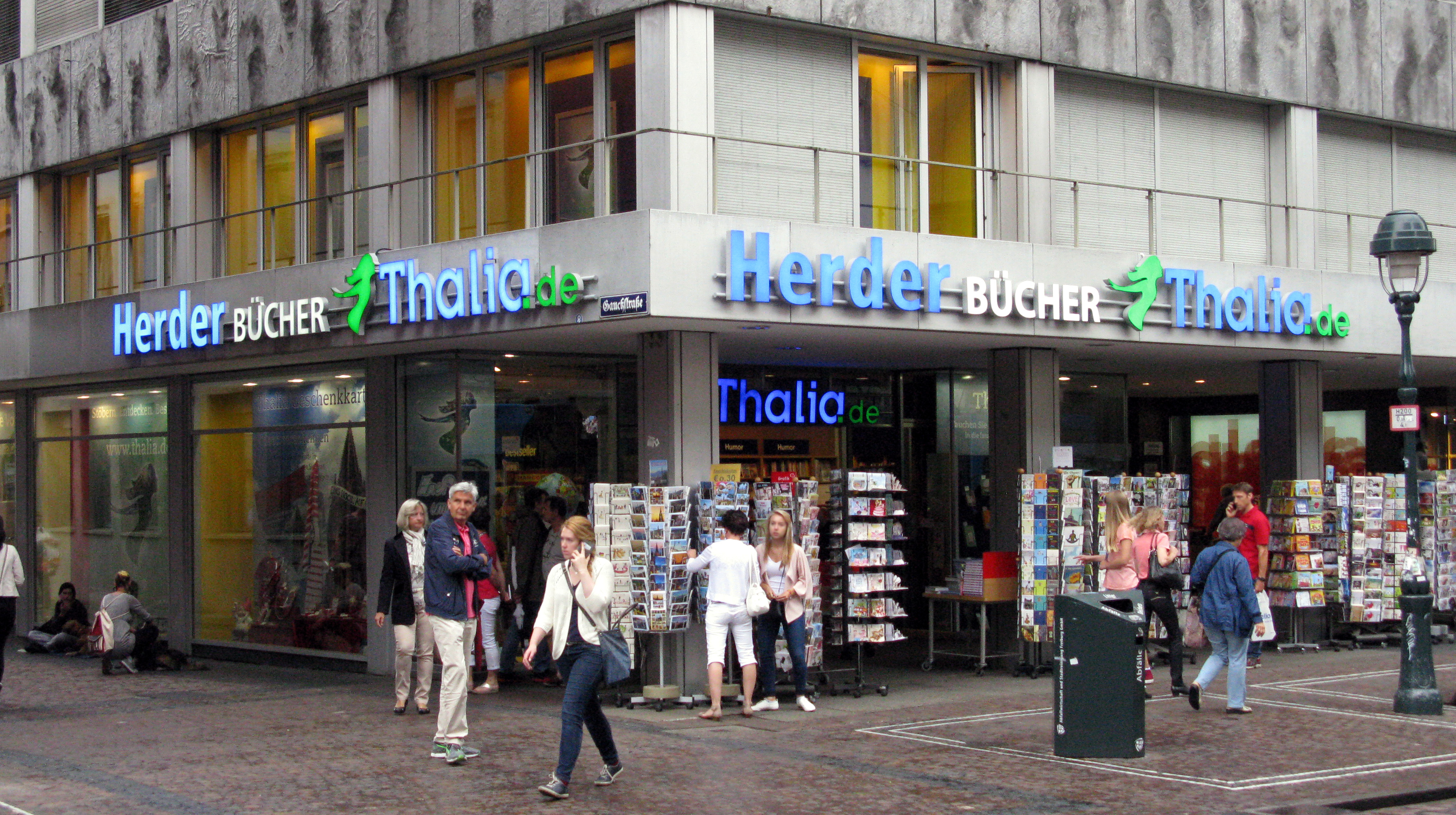
Herder-Thalia-Buchhandlung in Freiburg

Die Buchhandlungen Herder in der Stadtmitte Freiburgs und in Münster wurden 1996 an die Phönix-Montanus-Gruppe (heute Thalia-Douglas-Konzern) verkauft, die Buchhandlung Herder in Wien im Jahr 2004 an den vormaligen Geschäftsführer. Die große Buchhandlung Carolus in Frankfurt am Main wurde 2019 geschlossen.